# 朗比 (明尼蘇達州)
朗比（英語：Lengby）是一個位於美國明尼蘇達州波爾克縣的城市。

## 歷史
鐵路公司曾於朗比設置車廠。朗比的郵局自1898年起營運至今。

## 人口
根據2020年美國人口普查的數據，朗比的面積為0.64平方千米，皆為陸地。當地共有人口92人，而人口密度為每平方千米144人。